# Barnet F.C.
Barnet Football Club er en engelsk fodboldklub som spiller i League Two. Klubben blev stiftet i 1888, og rykkede for første gang i klubbens historie op i The Football League i 1991. Der blev de i ti år før de røg tilbage i Conference League i 2001. Siden da er det blevet til to perioder mere i National League, fra 2005-2013 og 2015-2018.
"The Bees", som er Barnets kaldenavnet, spiller sine hjemmekampe på The Hive Stadium i det nordlige London. Byen Barnet ligger i den engelske region Greater London.

## Sejre
- Bedste ligaresultat: Nr. 24 i 2. division (gamle 3. division) i 1993/94.
- Vinder af Conference National: 1990/91 og 2004/05.
- Bedste resultat i FA-Cupen: 4. runde 2006/2007.
- Bedste resultat i Ligacupen: Aldrig længere end 3. runde.
- Finalist i FA Trophy i 1972.

## Klubrekorder
- Største ligasejr (The Football League): 7-0 mod Blackpool den 11. november 2000.
- Største ligatab (The Football League): 1-9 mod Peterborough United den 5. september 1998.
- Tilskuerrekord: 11.026 mod Wycombe Wanderers 4. runde FA Amateur Cup 1951/52.
- Flest ligakampe (The Football League): 263, Paul Wilson (1991-2000).
- Flest ligamål (The Football League): 47, Sean Devine (1995-1999).

## Nuværende spillertrup
Pr. 16. november 2013
| 2  | England       | Andy Yiadom (FO)       |
| 3  | England       | Elliot Johnson (FO)    |
| 4  | England       | Curtis Weston (MI)     |
| 6  | England       | Jack Saville (FO)      |
| 7  | England       | Keanu Marsh-Brown (MI) |
| 8  | Irland (ø)    | Mark Byrne (MI)        |
| 9  | England       | Jake Hyde (AN)         |
| 10 | Irland (ø)    | Harry Crawford (AN)    |
| 11 | England       | Luke Gambin (MI)       |
| 13 | England       | Nick Jupp (MÅ)         |
| 14 | Saudi-Arabien | Ahmed Abdulla (MI)     |

|    |            |                     |
| -- | ---------- | ------------------- |
| 18 | England    | Jamal Lowe (AN)     |
| 19 | Spanien    | Luisma Villa (MI)   |
| 20 | Portugal   | Mauro Vilhete (MI)  |
| 21 | Skotland   | George Sykes (ANG)  |
| 22 | England    | Iffy Allen (MI)     |
| 28 | Barbados   | Jon Nurse (AN)      |
| 29 | Irland (ø) | Graham Stack (MÅ)   |
| 30 | Wales      | David Stephens (FO) |